# Studios de Bray
Les studios de Bray,, sont des studios de cinéma situés à Bray, près de Maidenhead et Londres, Angleterre.

## Historique
Des années 1950 jusqu'en 1967, Bray travailla pour Hammer Film Productions, grande société de production de films d'horreur. Il travaille maintenant pour la télévision.

## Liste non exhaustive de films tournés aux studios de Bray
- 1955 : Le Monstre (The Quatermass Xperiment) de Val Guest
- 1957 : Frankenstein s'est échappé (The Curse of Frankenstein) de Terence Fisher
- 1957 : Le Redoutable Homme des neiges (The Abominable Snowman) de Val Guest
- 1958 : Le Cauchemar de Dracula (Dracula) de Terence Fisher
- 1958 : La Revanche de Frankenstein (The Revenge of Frankenstein) de Terence Fisher
- 1959 : Le Chien des Baskerville (The Hound of the Baskervilles) de Terence Fisher
- 1959 : La Malédiction des pharaons (The Mummy) de Terence Fisher
- 1960 : Les Maîtresses de Dracula ( The Brides of Dracula) de Terence Fisher
- 1961 : La Nuit du loup-garou (The Curse of the Werewolf) de Terence Fisher
- 1962 : Le Fantôme de l'Opéra (The Phantom of the Opera) de Terence Fisher
- 1962 : Le Fascinant Capitaine Clegg (Captain Clegg) de Peter Graham Scott
- 1963 : Le Baiser du vampire (The Kiss of the Vampire) de Don Sharp
- 1964 : L'Empreinte de Frankenstein (The Evil of Frankenstein) de Freddie Francis
- 1964 : La Gorgone (The Gorgon) de Terence Fisher
- 1966 : L'Invasion des morts-vivants (The Plague of the Zombies) de John Gilling
- 1966 : Dracula, prince des ténèbres (Dracula: Prince of Darkness) de Terence Fisher
- 1966 : Pacte avec le Diable (The Witches) de Cyril Frankel
- 1967 : Dans les griffes de la momie (The Mummy's Shroud) de John Gilling
- 1967 : Frankenstein créa la femme (Frankenstein Created Woman) de Terence Fisher
- 1970 : Quand les dinosaures dominaient le monde (When Dinosaurs Ruled the Earth) de Val Guest
- 1970 : L'abominable homme des cavernes (Trog) de Freddie Francis
- 1971 : Un dimanche comme les autres (Sunday, Bloody Sunday) de John Schlesinger
- 1975 : The Rocky Horror Picture Show de Jim Sharman
- 1975 : The Hiding Place de James F. Collier
- 1979 : Alien, le huitième passager (Alien) de Ridley Scott
- 1979 : Agatha de Michael Apted
- 1987 : Hope and Glory : La Guerre à sept ans (Hope and Glory) de John Boorman
- 1987 : Un mois à la campagne (A Month in the Country) de Pat O'Connor
- 1988 : Pour la gloire de Martin Stellman
- 1990 : Les Sorcières (The Witches) de Nicolas Roeg
- 1999 : La Tranchée (The Trench) de William Boyd
- 2005 : The Dark de John Fawcett
- 2002 : Ali G de Mark Mylod
- 2009 : L'Imaginarium du docteur Parnassus (The Imaginarium of Doctor Parnassus) de Terry Gilliam
- 2019 : Rocketman de Dexter Fletcher

## Liste non exhaustive de séries télévisées tournées dans les studios de Bray
- 1987-2000 : Inspecteur Morse (Inspector Morse)
- 2001 : Jack et le Haricot magique (mini-série)